# 佐藤基
佐藤 基（さとう はじめ、1898年（明治31年）3月23日 - 1971年（昭和46年）3月31日）は、日本の大蔵官僚。
日本国憲法施行後の1代会計検査院長である。

## 略歴
- 1898年3月 山口県に生まれる
- 麹町小学校[2]、府立一中、一高を経て、
- 1921年4月 東京帝大法学部法律学科卒業。同年に大蔵省入省、理財局属。
- 1923年　法制局参事官
- 1933年　法制局参事官兼書記官
- 1937年　企画院調査官
- 1938年　厚生省保険院総務局長
- 1940年　法制局第一部長
- 1945年5月 法制局第一部長兼第四部長
- 1945年9月 商工省特許標準局（特許庁）長官
- 1946年1月 新潟県知事
- 1947年8月26日 会計検査院長（1954年8月まで）
- 1951年11月 日本専売公社関連事件で衆議院行政監察特別委員会に証人喚問された[3]
- 1955年6月 東京都副知事（1959年6月まで）
- 1959年7月 公正取引委員会委員長（1963年3月まで）
- 1971年3月 死去、享年73

## 参照・関連書籍
- 「戦前期日本官僚制の制度・組織・人事」 戦前期官僚制研究会編、東京大学出版会
- 「大蔵省人名録」 大蔵省百年史編集室

| 公職            | 公職                                 | 公職            |
| --------------- | ------------------------------------ | --------------- |
| 先代 荒井誠一郎 | 会計検査院長 1947年 - 1954年         | 次代 東谷伝次郎 |
| 先代 住田正一   | 東京都副知事 1955年 - 1959年         | 次代 鈴木俊一   |
| 先代 長沼弘毅   | 公正取引委員会委員長 1959年 - 1963年 | 次代 渡邊喜久造 |
| 先代 畠田昌福   | 新潟県知事 1946年                    | 次代 青木秀夫   |
| その他の役職    |                                      |                 |
| 先代 佐々木義彦 | 防長倶楽部理事長 1958年 - 1971年     | 次代 中村隆一   |